# Carretera Nacional de Noruega

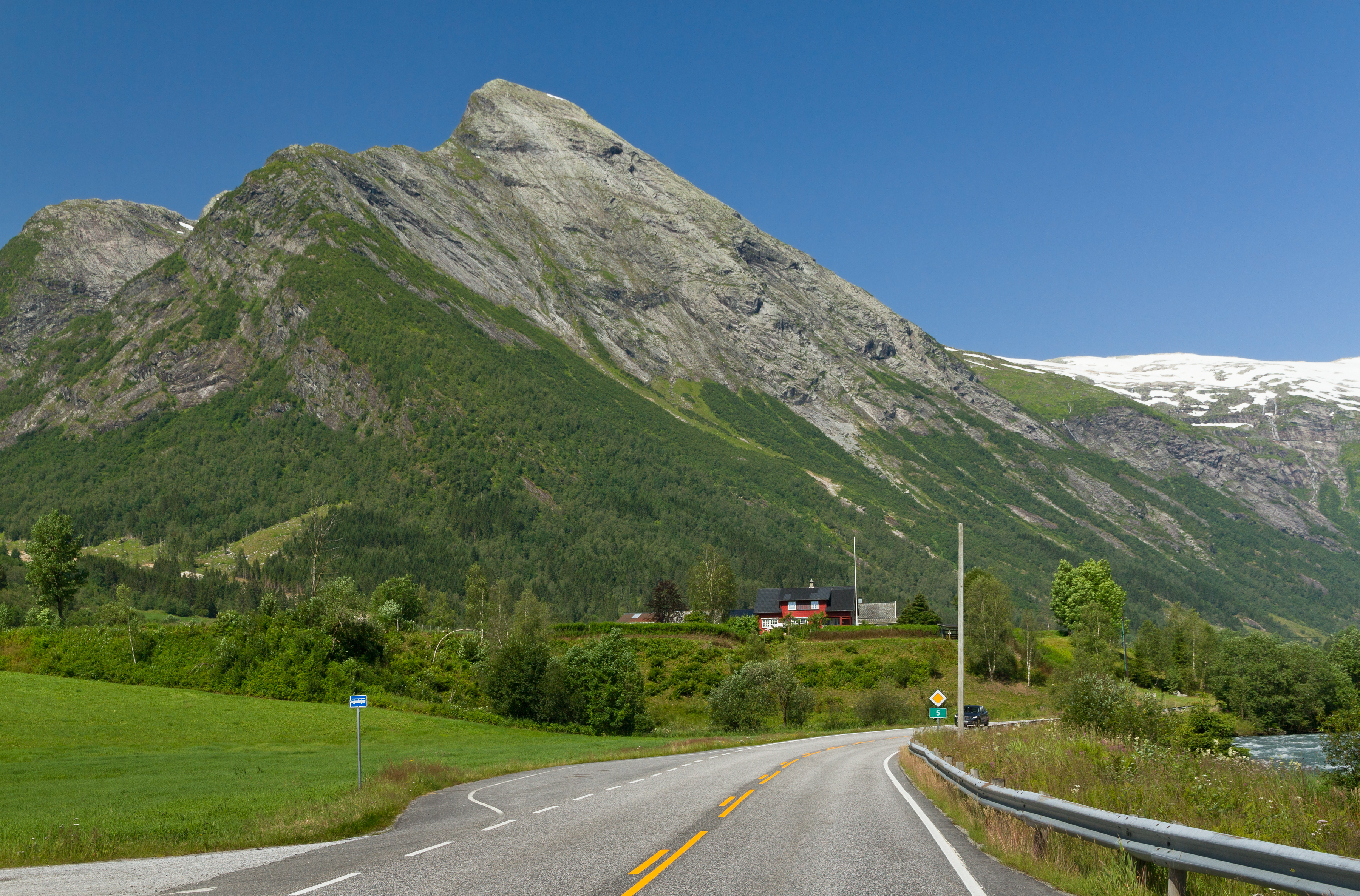
Carretera nacional noruega

La Carretera Nacional Noruega 5 (Noruega: Riksvei 5) es una carretera nacional de Noruega. Discurre entre Florø, Kinn y Lærdal, Vestland.
Empezando donde la E16 entra en el túnel de Lærdal, a unos cinco kilómetros al sur de Lærdalsøyri, la carretera va hacia el noroeste hasta Sogndal y Fjærland y desde allí hacia el norte hasta Jølster y hacia el mar, donde termina en Florø.